# 王晓涛
王晓涛（1960年10月—），江苏省东海县人；清华大学电机系毕业，工学硕士学位。1982年加入中国共产党；曾担任中华人民共和国国家国际发展合作署首任署长。

## 经历
1978年，王晓涛考入清华大学电机系学习；在校期间，加入中国共产党。1986年获工学硕士学位后，进入原国家计划委员会工作。历任国家计委会燃料动力局、固定资产投资司主任科员、副处长、处长，副巡视员、副司长；2008年，任国家发展和改革委员会投资司司长、副秘书长；2014年12月，升任国家发展和改革委员会副主任、党组成员。2018年3月，根据全国人大审议通过的国务院机构改革方案，决定整合商务部对外援助的职责和外交部对外援助的协调职能，成立国家国际发展合作署，为国务院直属机构；同年4月，王晓涛被任命为首任署长；至2021年4月，到龄卸任。